# Shane Duffy
Shane Patrick Michael Duffy, född 1 januari 1992 i Derry, Nordirland, är en irländsk fotbollsspelare som spelar för Norwich City.

## Klubbkarriär
Den 26 augusti 2016 värvades Duffy av Brighton & Hove Albion, där han skrev på ett fyraårskontrakt. Den 17 augusti 2017 förlängde Duffy sitt kontrakt i klubben med fyra år. Den 2 september 2020 lånades Duffy ut till Celtic på ett låneavtal över säsongen 2020/2021.
Den 5 augusti 2022 lånades Duffy ut till Fulham på ett låneavtal över säsongen 2022/2023. Den 1 februari 2023 flyttade han på en permanent övergång till Fulham. Den 9 juni 2023 värvades Duffy av Norwich City, där han skrev på ett treårskontrakt.

## Landslagskarriär
Duffy spelade för Nordirland på ungdomsnivå. 2010 bytte han till det irländska landslaget. Duffy debuterade för Irlands A-landslag den 6 juni 2014 i en 1–1-match mot Costa Rica. Han var med i Irlands trupp vid EM 2016.